# ویلیام ای هورنینگ
ویلیام ای هورنینگ (انگلیسی: William A. Horning) (۹ نوامبر ۱۹۰۴ - ۲ مارس ۱۹۵۹) یک کارگردان هنری اهل ایالات متحده آمریکا بود.
وی دو بار (۱۹۵۸) و (۱۹۵۹) موفق به کسب جایزه اسکار بهترین کارگردانی هنری شد که بار دوم آن پس از مرگش بود.